# Berneval-le-Grand
Berneval-le-Grand est une ancienne commune française située dans le département de la Seine-Maritime, en région Haute-Normandie.
Dans le cadre de la fusion le 1er janvier 2016 des 18 communes qui constituaient la communauté de communes du Petit Caux pour former la commune nouvelle du Petit-Caux, Berneval-le-Grand devient à cette date une de ses communes déléguées.

## Géographie

### Localisation

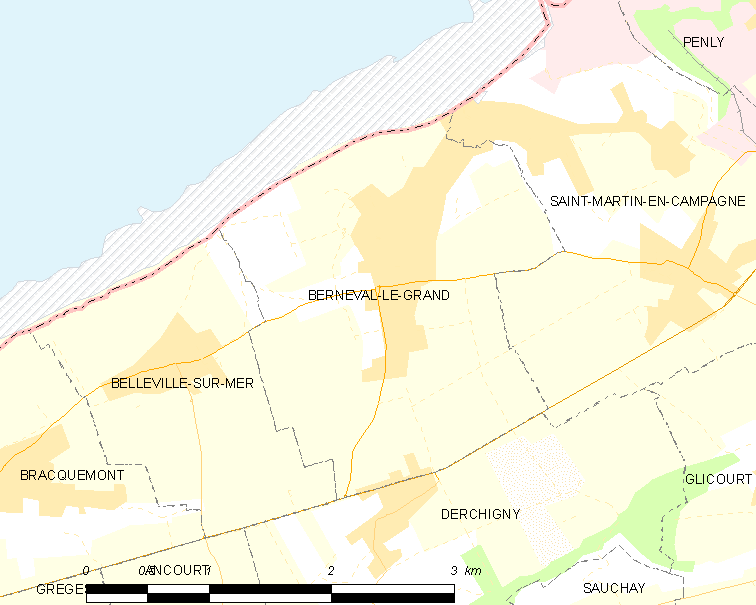
Carte de la commune.

La commune se situe sur la côte d'Albâtre, entre Belleville-sur-Mer et Saint-Martin-en-Campagne.

## Toponymie
Le nom de la localité est attesté sous les formes Brittenevalle en 750-775, Britnevallis en 862, Britnevallem en 968, Brenneval en 1015-1017,,.
Littéralement « Val Breton », du nom d'occupants venus de Grande-Bretagne, appellation à rapprocher des toponymes du type Bretteville, sans doute postérieurs, et des types Brétigny contemporains ou antérieurs.

## Histoire
Vers 636, le roi mérovingien Dagobert Ier fait don de la paroisse à l'abbaye de Saint-Denis, nouvellement fondée. Ces faits sont confirmés par Pépin le Bref en 750.
On cite un seigneur de Berneval à la bataille d'Hastings en 1066.
Au XIVe siècle, cette baronnie appartient aux Montmorency.
Du Petit-Berneval, aujourd'hui Berneval-sur-Mer, serait parti, en 1402, Bertin de Berneval. Il allait, avec Jean de Béthencourt, conquérir les Îles Canaries.
Le manoir des sires de Berneval, ruiné pendant les guerres du XVe siècle, était situé aux Quarante-Acres, entre Berneval et Saint-Martin-en-Campagne.
Au cours de la Seconde Guerre mondiale, le 19 août 1942, la plage de Berneval fut l'un des lieux de débarquement de la force de raid anglo-canadienne lors du raid sur Dieppe. Les hommes du commando no 3 débarqués sur « yellow 1 », la plage du Petit Berneval, parvinrent difficilement au sommet des falaises, sans pouvoir remplir leur mission. La majorité furent tués ou faits prisonniers, un seul a réussi à s'échapper en retournant jusqu'à sa barge à la nage. Ceux qui débarquèrent sur « yellow 2 », au lieu-dit le Fond de Belleville, remontèrent à travers champs attaquer la batterie Goebbels, empêchant les artilleurs de régler leurs tirs sur les plages de Dieppe où le gros du débarquement avait lieu. Ils purent tous reprendre la mer par le même chemin et regagner Newhaven.
Le village est totalement reconstruit après 1944.

## Politique et administration

### Intercommunalité
La commune était membre de la communauté de communes du Petit Caux. Celle-ci s'est transformée le 1er janvier 2016 en commune nouvelle sous le nom du Petit-Caux et les 18 communes qui constituaient l'intercommunalité deviennent des communes déléguées, reprenant le nom et les limites territoriales des anciennes communes.
Le projet de schéma départemental de coopération intercommunale présenté par le préfet de Seine-Maritime le 2 octobre 2015 dans le cadre de l'approfondissement de la coopération intercommunale prévu par la Loi portant nouvelle organisation territoriale de la République (Loi NOTRe) du 7 août 2015 prévoit la fusion de la communauté de communes des Monts et Vallées (12 338 habitants), de cette commune nouvelle du Petit-Caux (9 042 habitants), et  Avesnes-en-Val, commune jusqu'alors membre de la communauté de communes de Londinières (264 habitants).

## Démographie
L'évolution du nombre d'habitants est connue à travers les recensements de la population effectués dans la commune depuis 1793. À partir du 1er janvier 2009, les populations légales des communes sont publiées annuellement dans le cadre d'un recensement qui repose désormais sur une collecte d'information annuelle, concernant successivement tous les territoires communaux au cours d'une période de cinq ans. 
Pour les communes de moins de 10 000 habitants, une enquête de recensement portant sur toute la population est réalisée tous les cinq ans, les populations légales des années intermédiaires étant quant à elles estimées par interpolation ou extrapolation. Pour la commune, le premier recensement exhaustif entrant dans le cadre du nouveau dispositif a été réalisé en 2006,.
En 2013, la commune comptait 1 422 habitants, en évolution de +17,81 % par rapport à 2008 (Seine-Maritime : +0,48 %, France hors Mayotte : +2,49 %).
| 1793 | 1800 | 1806 | 1821 | 1831 | 1836 | 1841 | 1846 | 1851 |
| ---- | ---- | ---- | ---- | ---- | ---- | ---- | ---- | ---- |
| 900  | 671  | 863  | 906  | 772  | 714  | 662  | 655  | 612  |

| 1856 | 1861 | 1866 | 1872 | 1876 | 1881 | 1886 | 1891 | 1896 |
| ---- | ---- | ---- | ---- | ---- | ---- | ---- | ---- | ---- |
| 573  | 553  | 575  | 533  | 541  | 491  | 567  | 523  | 489  |

| 1901 | 1906 | 1911 | 1921 | 1926 | 1931 | 1936 | 1946 | 1954 |
| ---- | ---- | ---- | ---- | ---- | ---- | ---- | ---- | ---- |
| 451  | 468  | 463  | 440  | 476  | 492  | 523  | 423  | 531  |

| 1962 | 1968 | 1975 | 1982 | 1990 | 1999  | 2006  | 2011  | 2013  |
| ---- | ---- | ---- | ---- | ---- | ----- | ----- | ----- | ----- |
| 641  | 666  | 760  | 893  | 998  | 1 047 | 1 166 | 1 385 | 1 422 |

## Culture locale et patrimoine

### Lieux et monuments
- Église Notre-Dame, construite en 1954, architecte : François Herr

L'église actuelle comprend une vaste nef en pierre blanche de Vernon, prolongée par un chœur un peu plus étroit. Le clocher s'élève au-dessus du pignon est. L'entrée est située sous un porche, côté sud.
L'ancienne église de Berneval remontait au XIIIe siècle : le clocher est alors élevé sur le transept sud avec un toit en bâtière, une allée latérale sud est construite au XVIe siècle.
Le 3 juin 1944, cette église est détruite par un bombardement aérien allié.
- Chapelle Notre-Dame de Liesseau Petit-Berneval[14].

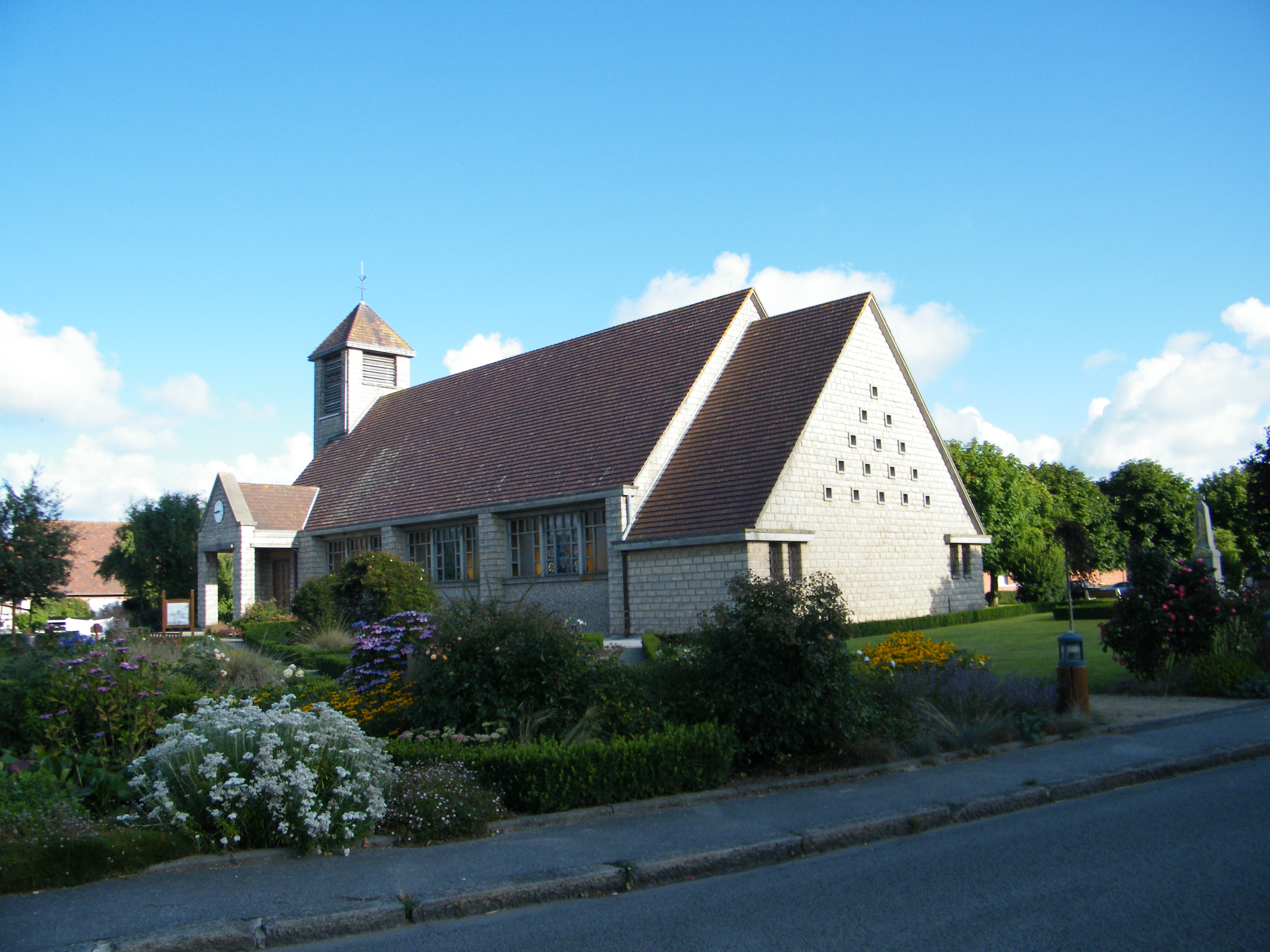
Notre-Dame.
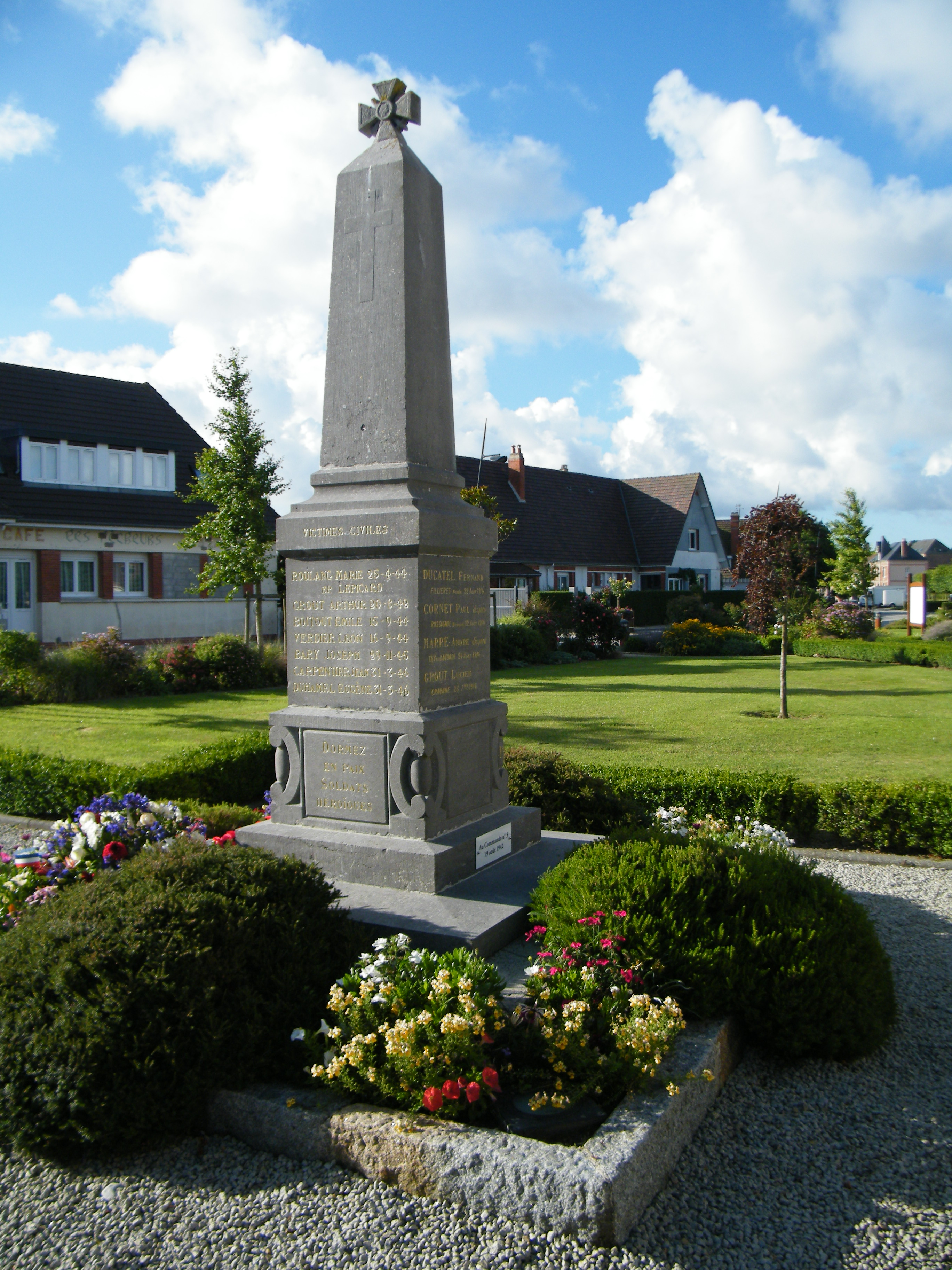
Monument aux morts pour la patrie.
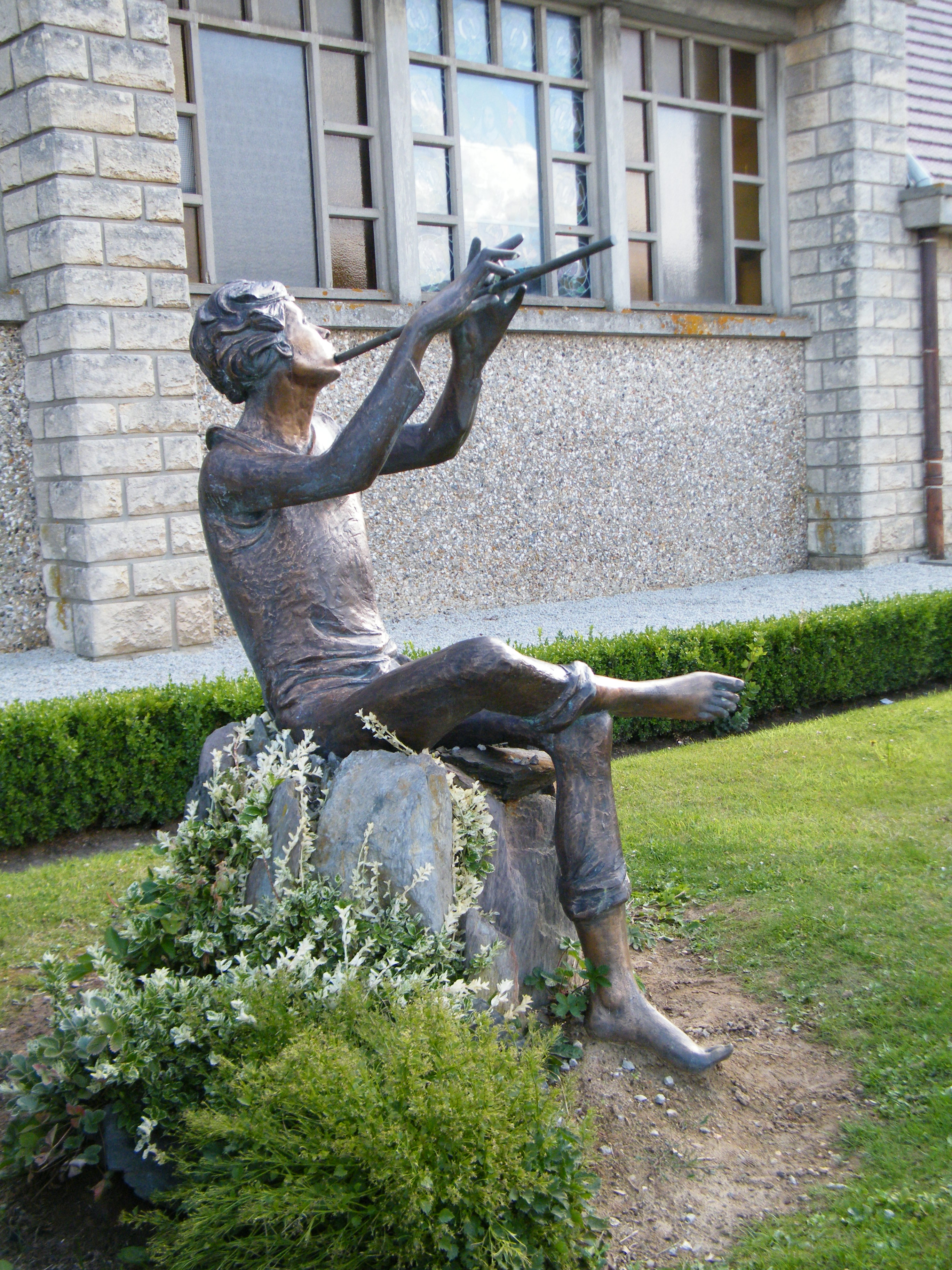
Le joueur de flûte, près de l'église.
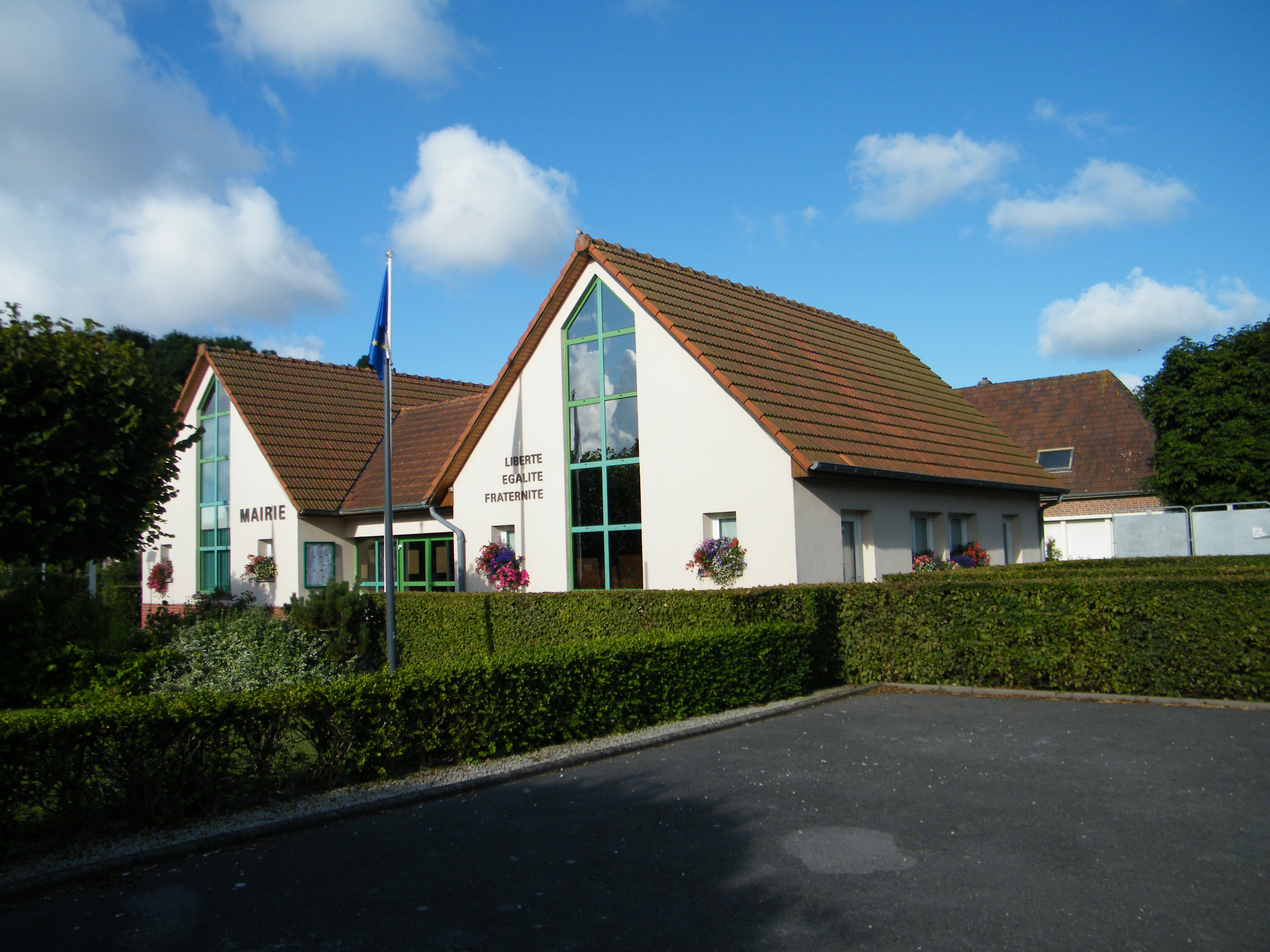
Mairie.

### Cartes postales anciennes

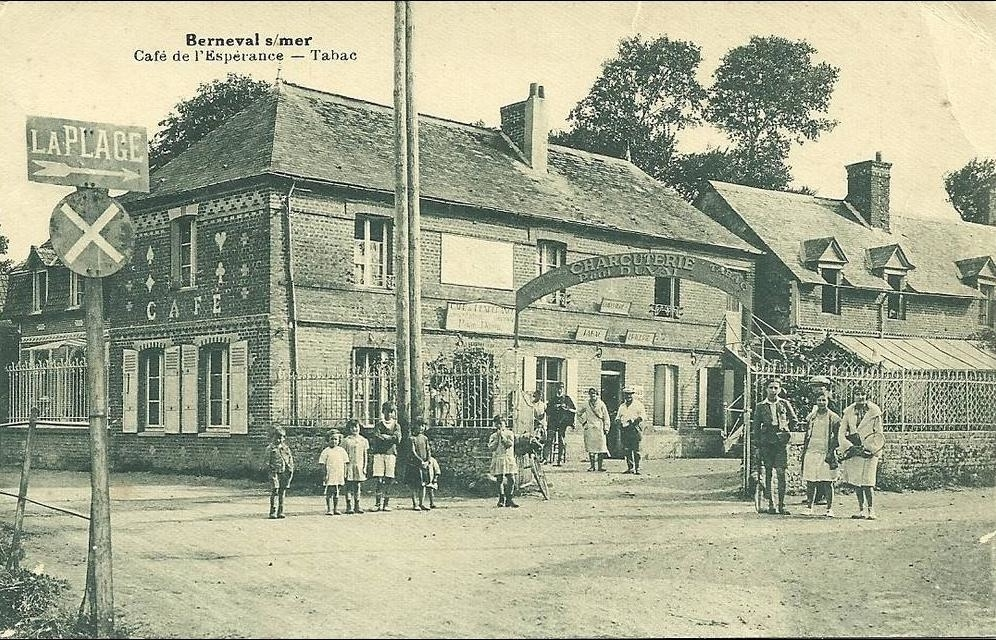
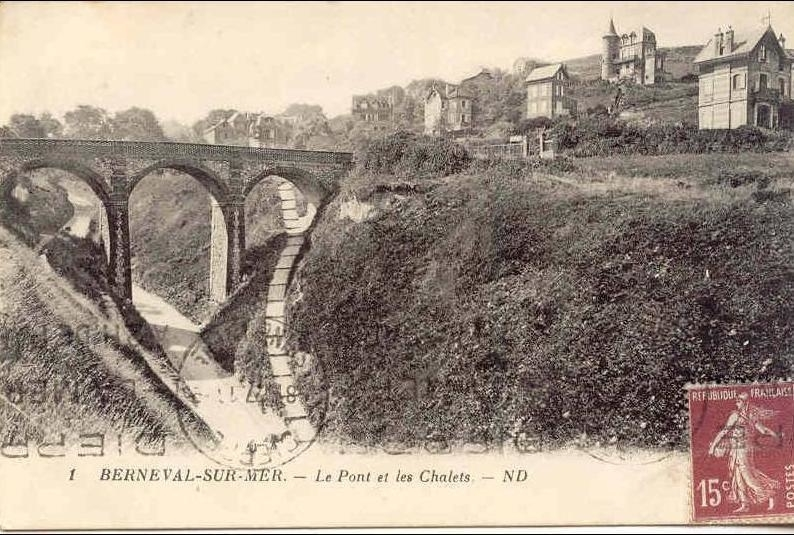
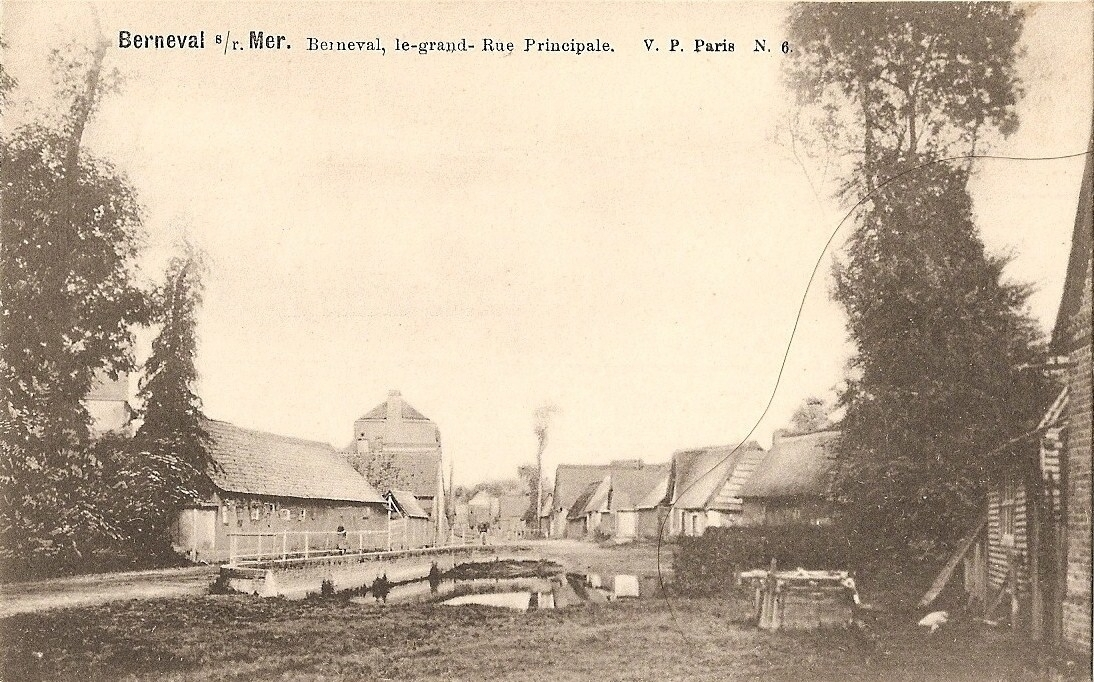
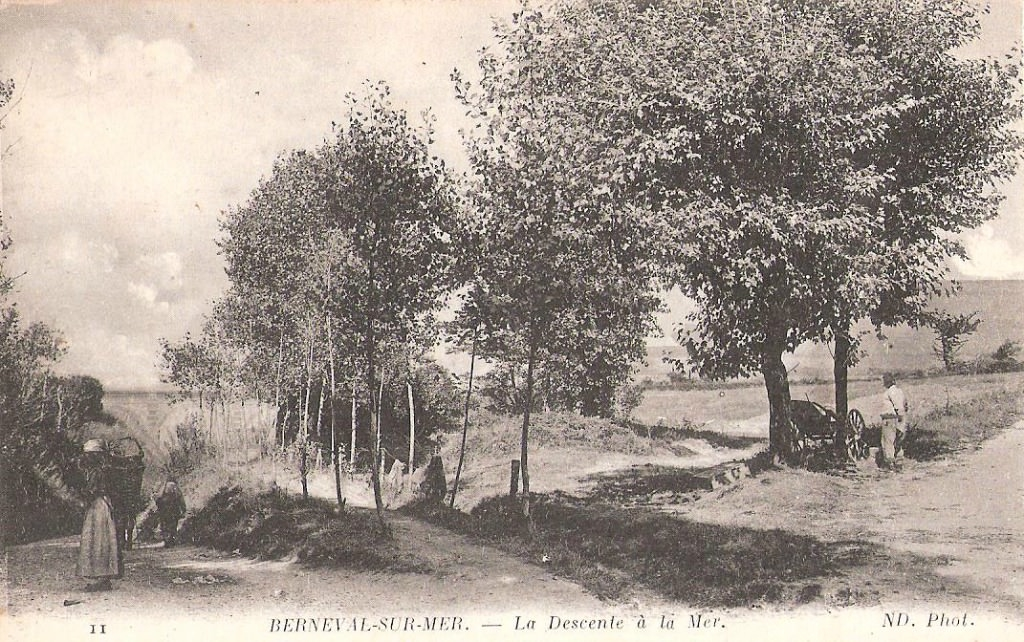
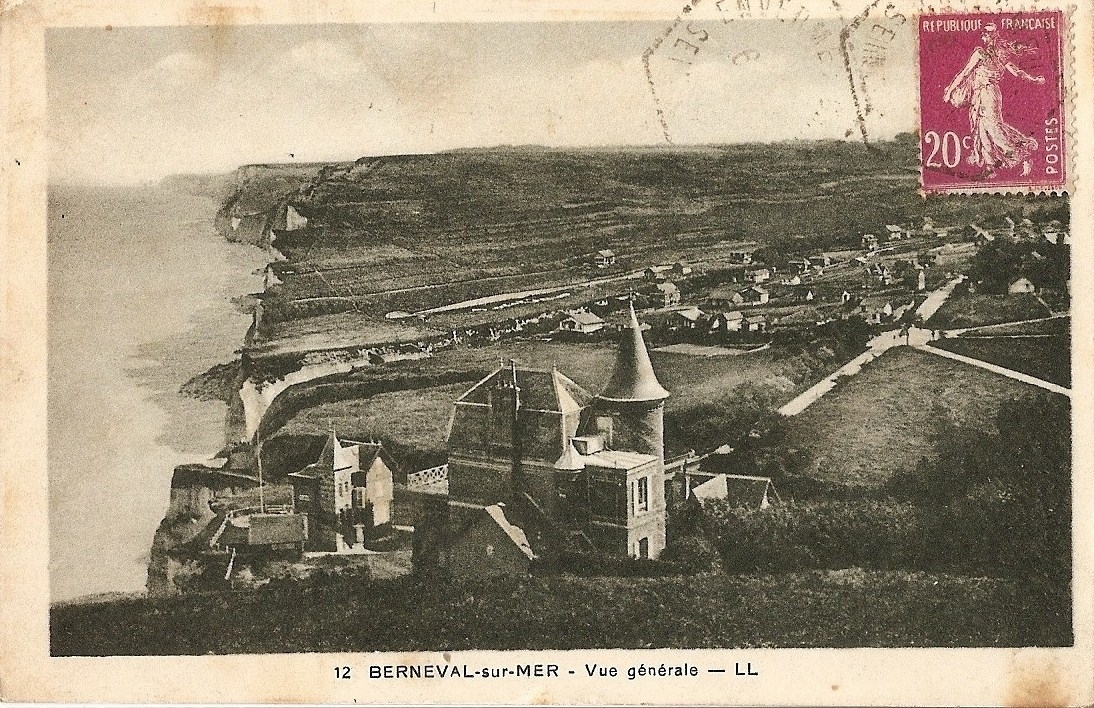

### Personnalités liées à la commune
- Après sa libération de la prison de Reading, Oscar Wilde vint séjourner à Berneval (juin 1897). La plupart de ses anciens amis le fuient. Mais André Gide vient le rencontrer à l’Hôtel de la Plage (détruit pendant la Seconde Guerre mondiale). Il trouve un homme cassé, encore prisonnier dans son âme même après sa libération. À Berneval, Wilde écrit La Ballade de la geôle de Reading.
- Edward Vincent Loustalot considéré comme le premier soldat américain tué par les Allemands pendant la Seconde Guerre mondiale y décède le 19 août 1942.
- Dans les années soixante, une large partie du film de Walerian Borowczyk, Les Contes immoraux, fut tournée à Berneval au sein du Grand Hôtel, avenue du Capitaine-Porthéous.
- Renoir, Pissarro et Hippolyte Camille Delpy, entre autres, ont peint les paysages de Berneval-le-Grand.

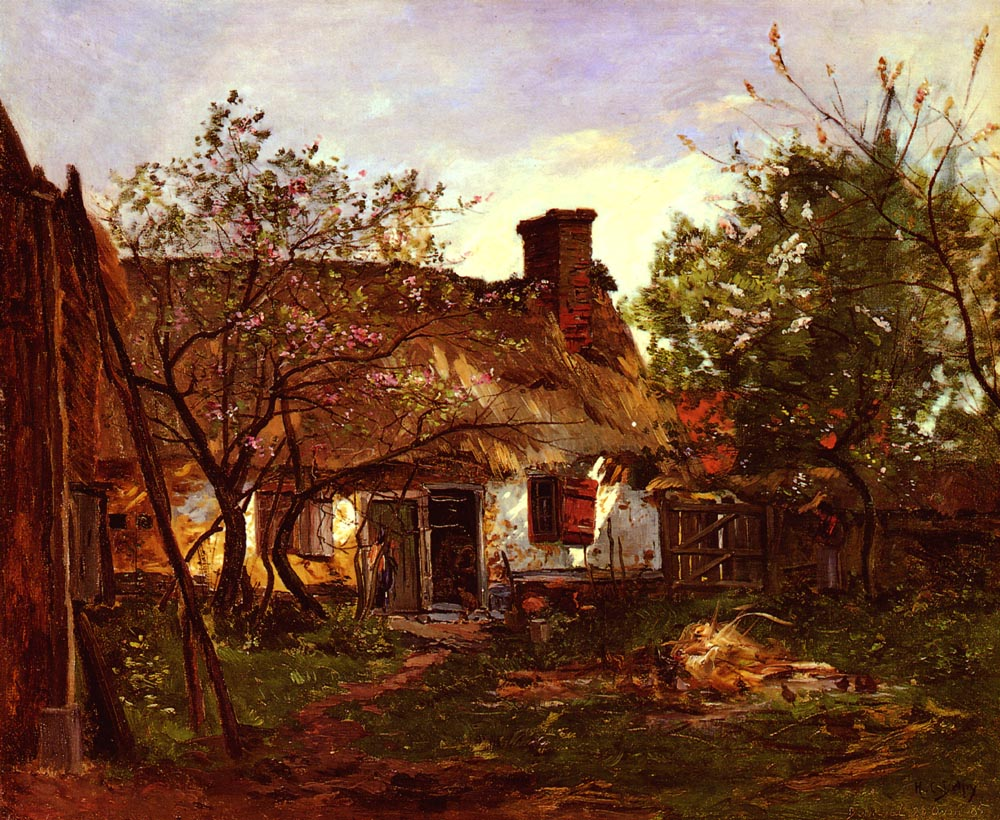
Hippolyte Camille Delpy : Chaumière à Berneval.
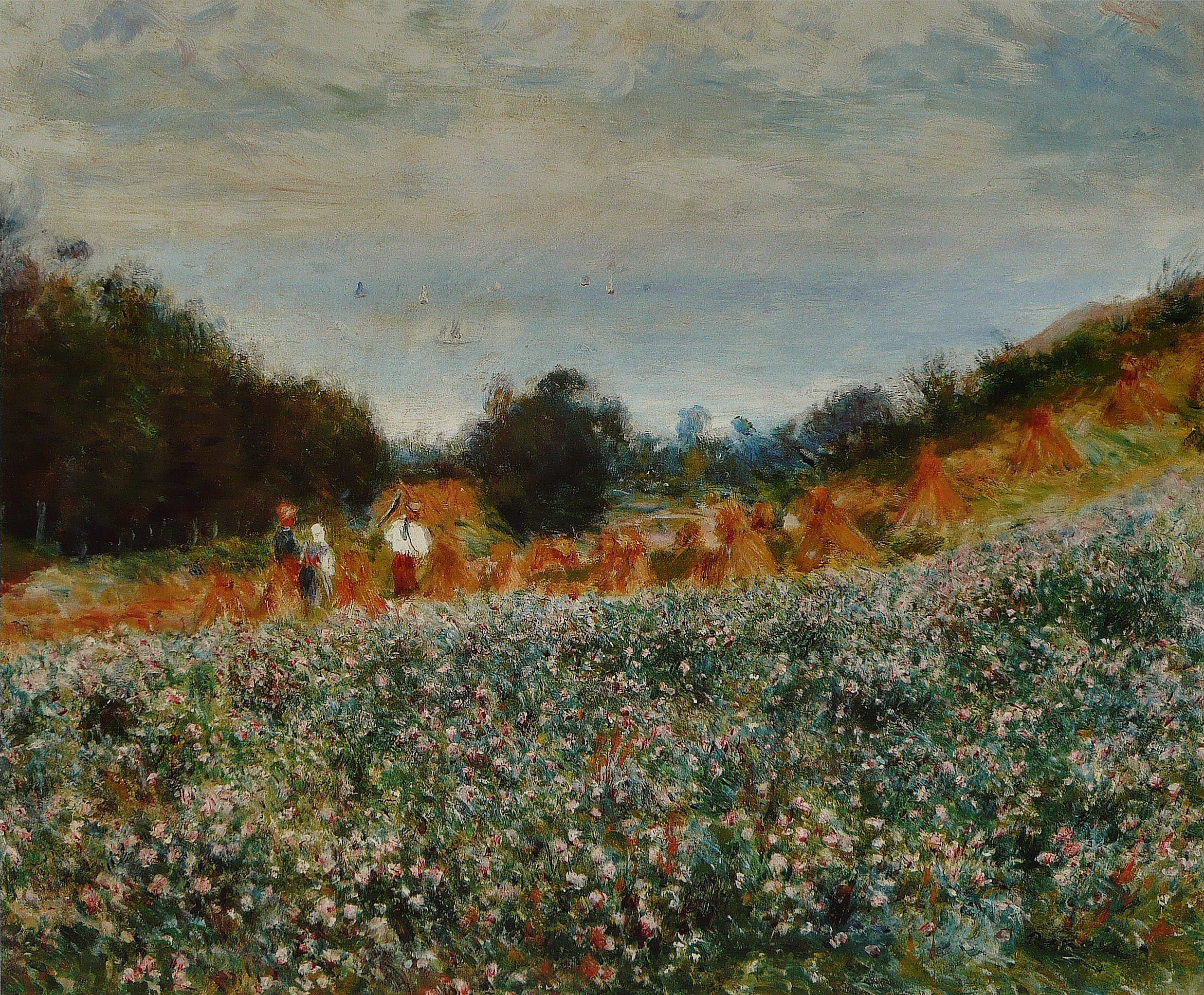
Auguste Renoir : La Moisson à Berneval.

### Héraldique
| Armes de Berneval-le-Grand | Les armes de la commune de Berneval-le-Grand se blasonnent ainsi : D'azur au pal fuselé d’argent et de gueules, cantonné au I et au IV d’une gerbe de blé d’or et au II et III d’une nef aussi d’argent. |